# Paula Deppe
Paula Deppe (* 12. Oktober 1886 in Rokycany; † 4. Oktober 1922 in Passau) war eine deutsche Malerin und Grafikerin. Sie schuf Gemälde, Radierungen, Zeichnungen und Illustrationen.

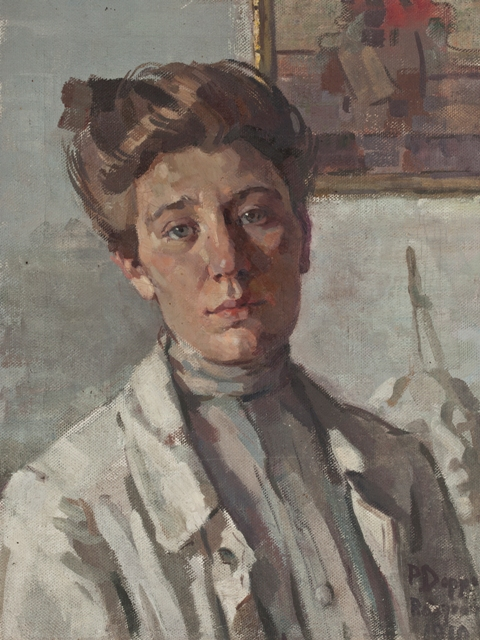
Paula Deppe, Selbstporträt

## Familie
Paula Deppe war das zweite Kind von insgesamt vier Geschwistern. Ihr Vater Clemens Deppe (1855–1933) heiratete Louise Bertram (1862–1943) am 30. September 1884. Den Großteil ihres Lebens verbrachte sie unter einem Dach mit ihren Eltern und Geschwistern. Auch während ihrer Studienzeit wohnte sie zeitweise mit ihrem Bruder Clemens, mit ihrer Schwester Louise und mit ihrer Mutter in einer Wohnung in München-Schwabing.
Familie Deppe lebte bis zum Ende des Ersten Weltkriegs im böhmischen Rokycany. Als die deutsche Lederfabrik, die Clemens Deppe leitete, an den tschechischen Staat überging, entschloss sich die Familie im Frühjahr 1918 zu einem Umzug nach Harlaching bei München, um dann 1919 in das niederbayerische Seestetten bei Passau zu ziehen. Dort erwarb der Vater ein Sägewerk mit angeschlossener Landwirtschaft. Paula Deppe bezog mit ihrer älteren Schwester Frieda ein Haus im benachbarten Laufenbach (Gemeinde Heining). Die letzten drei Jahre ihres Lebens verbrachte Paula Deppe mit ihrer Familie in Laufenbach und Seestetten. Paula Deppe war alleinstehend und finanziell abgesichert durch das Vermögen ihrer Familie. Sie starb am 6. Oktober 1922 in der Klinik Deidesheimer (der heutigen Hellge-Klinik) in Passau an  Blutvergiftung als Folge einer operativen Behandlungen ihrer Erkrankung an Unterleibstuberkulose.

## Ausbildung
Paula Deppe begann Anfang des 20. Jahrhunderts ihre Ausbildung an der im Oktober 1894 eröffneten Akademischen Malerschule von Jindřich Duchoslav Krajíček in Pilsen. Diese Akademie stand ausschließlich Frauen offen und umfasste unterschiedliche Unterrichtseinheiten. Im Oktober 1907 ging Paula Deppe nach München, um dort an der Damenakademie des Münchner Künstlerinnenvereins ihr Studium aufzunehmen. Grundsätzlich lehnte sich der Unterricht an den der Akademie der Bildenden Künste an. Paula Deppe belegte Kurse bei Heinrich Knirr (1862–1944) und Ferdinand Götz (1874–1941). Um ihre Ausbildung zu intensivieren, besuchte Paula Deppe auch die private Malschule von Julius Seyler (1873–1955).

## Werk
In München entwickelte Deppe ihren persönlichen Stil, den sie in ihrem späteren niederbayerischen Domizil in Seestetten bei Passau weiterentwickelte. Sujets ihrer Arbeiten auf Leinwand und Papier waren Stillleben, Landschaften, religiöse Motive, Porträts und Selbstbildnisse. 
Das künstlerische Werk Paula Deppes ist gekennzeichnet von einzelnen Werkphasen, die in engem Zusammenhang mit Beteiligungen an Ausstellungen bzw. mit Teilnahmen an Wettbewerben zu sehen sind. Sie arbeitete mit verschiedenen Techniken, den Porträts der frühen Akademiejahre folgen Landschaftsbilder in Aquarell, Gouache, Tusche und Rötel sowie Radierungen und religiöse Kompositionsstudien, die von Stillleben- und Landschaftsgemälden ihrer Seestettener Zeit abgelöst werden. Eine Auswahl ihrer Werke präsentierte Paula Deppe bereits 1914 auf der Internationalen Ausstellung für Buchgewerbe und Graphik (BUGRA) sowie 1919 und 1921 auf den Ausstellungen der Münchener Neuen Secession.
Der Nachlass Deppes wird im Oberhausmuseum Passau verwahrt.

## Freunde und Förderer
Engste Vertraute und beste Freundin Paula Deppes war die Stillleben- und Landschaftsmalerin Gerta Springer (1880–1960). Sie stellte 1917 die ersten Kontakte zwischen Paula Deppe und dem Künstlerehepaar Maria Caspar-Filser und Karl Caspar her – den Mitbegründern der Münchener Neuen Secession. Zwei Jahre später konnte sich Paula Deppe zusammen mit der Neuen Secession an der Glaspalastausstellung beteiligen.

## Ausstellungsbeteiligungen
- 1926: Künstlergruppe „Der Fels“, Ausstellung im Graphikkabinet Maria Kunst, Künstlervereinigung
- 1926: Künstlergruppe „Der Fels“, Ausstellung im Kunsthaus Messing, Cassel
- 1925: Münchener Künstlerinnenverein, Galerie Thannhauser, Ausstellung u. a. mit Käthe Kollwitz, Emmy Klinker, Hilde Dorner, Dora Bromberger, Carla Pohle
- 1925: Münchener Neue Secession, Frühjahrsausstellung, München
- 1925: Münchener Neue Secession, Letzte Jubiläumsausstellung, München
- 1925: Münchener Neue Secession, Jubiläumsausstellung, München
- 1923: Münchener Neue Secession, Glaspalastausstellung, München
- 1921: Münchener Neue Secession, Glaspalastausstellung, München
- 1919: Münchener Neue Secession,  Glaspalastausstellung, München
- 1914: Internationale Ausstellung für Buchgewerbe und Graphik (BUGRA), Leipzig

## Ausstellungen (Auswahl)
- 2011: Oberhausmuseum Passau, Ausstellung zum um 125. Geburtstag von Paula Deppe
- 1991: Dokumentationszentrum für moderne Kunst des 20. Jahrhunderts in St. Pölten, Ausstellung von Graphik und Arbeiten auf Papier
- 1991: Trnka-Galerie Pilsen, X-Zentrum, Paula Deppe-Graphik
- 1990: Kulturhaus in Graz, Ausstellung von Graphik und Arbeiten auf Papier in Verbindung mit Werken von Margret Bilger
- 1990: Schloß Chodov in Prag, Ausstellung von Graphiken
- 1988: Cordonhaus Cham, Ausstellung von Graphik und Arbeiten auf Papier
- 1986: Galerie am Steinweg in Passau, Ausstellung zum 100. Geburtstag von Paula Deppe
- 1975: Kunstkabinett Hans E. Haybach
- 1958: Gedächtnisausstellung, Rittersaal, Oberhausmuseum Passau
- 1948: Vereinigung freier Künstler, Ausstellung im Lambergpalais, Passau